# Severiano Sánchez Ballesta
Severiano Sánchez Ballesta, Orihuela (Alicante) 17 de junio de 1884 - 26 de enero de 1943, fue un arquitecto valenciano de principios del siglo XX.

## Biografía
Conocido popularmente en Orihuela también como Severino Ballesta, fue alumno del arquitecto Antonio Palacios, terminando la carrera en el verano de 1916, según consta en el periódico el Eco de Orihuela, obteniendo la titulación en enero de 1917. 
Desarrolló buena parte de su carrera profesional en su Orihuela natal, construyendo en ella diversos edificios de estilo modernista valenciano, cuyo mayor exponente es la casa Villaescusa alzada en 1915 y el diseño de la plaza Nueva. Fue a su vez arquitecto municipal de Orihuela, realizando el proyecto de ensanche de la ciudad en el año 1927.
Edificó la estación de autobuses de Talavera de la Reina (Toledo) y proyectó otra en Toledo en 1934, que no fue ejecutada al ser desestimada finalmente la ubicación de la misma por el ayuntamiento. También proyectó las darsenas de la estación de autobuses de Jaén, junto con otros arquitectos.

## Obras
- Casa Villaescusa, en Orihuela, 1915.[2]
- Lonja de Orihuela, 1926.
- Proyecto de ensanche de Orihuela, 1927.[3]
- Casa Ibáñez, en la calle Calderón de la Barca número 18 de Orihuela, 1929.
- Casa Javaloy, en la calle Calderón de la Barca, en Orihuela.
- Casa Martínez Canales, en la calle Calderón de la Barca, en Orihuela.
- Casa en la avenida de España número 2 de Orihuela, 1929.
- Plaza Nueva de Orihuela, de estilo modernista con bancadas, fuente y farolas decoradas con azulejos y un gran termómetro de la época.
- Escuelas Municipales de Almoradí, 1927. Calle Rafael Alberti, en Almoradí (Alicante).
- Hospital de Almoradí, 1927. Calle España número 35, en Almoradí (Alicante).
- Proyecto de estación de autobuses en Toledo, 1934. No ejecutado.[1]
- Estación de autobuses de Talavera de la Reina (Toledo), 1943.[1]
- Dársenas de la estación de autobuses de Jaén, 1941-1950.[4]